# Diurardasrip
Diurardasrip of Diuridasrip is een verdwenen nederzetting (wüstung) of veldnaam in het centrale deel van de Nederlandse provincie Groningen. Of het dorp volledig verlaten is, is moeilijk vast testellen, omdat gegevens ontbreken.
Het dorp wordt genoemd in de goederenlijsten van het klooster Werden aan het einde van de tiende eeuw.
Volgens de gangbare verklaring is deze naam afgeleid van de persoonsnaam Diurard of (hetgeen waarschijnlijker wordt geacht) van Oudfries 'diar' ('dier') met de uitgang -rîp ('rand, oever'), 'typerend voor een veenontginningsdorp en vergelijkbaar met plaatsnamen met de stam wild, wolf en otter. In het eerste geval kan het om een vroege naamsvariant van de streek Duurswold (gemeente  Slochteren) zijn gegaan.
Waar deze nederzetting of streek heeft gelegen, is onbekend. Ligtendag denkt aan de streek tussen Schildwolde en Farmsum; Knottnerus aan de omgeving van het Schildmeer rond De Paauwen en Overschild. Ook het bewoningslint langs de Hamweg ten noorden van Harkstede of de voormalige Rijper maa  ten zuiden van Schaaphok komen hiervoor wellicht in aanmerking.
Heidema geeft een alternatieve verklaring met het Oudfriese diure ('duur, kostbaar') en stelt dat de streeknaam Duurswold 'dure rand' zon betekenen. Hij vermoedt verdwenen nederzetting aan het einde van de Benningsloot ten zuiden van het gehucht Schaaphok. De uitgang -rip of -riep zou nog voortleven in de Rijpmapolder nabij deze plek. Dit is ontleend aan het oudere toponiem Rypemade ('hooiland aan de rand'), genoemd in 1493. Dit gebied stond nog in de 19e eeuw bekend als Rijpe maa, sinds de bouw van een poldermolen in 1863 als Rijpmapolder.
Acker Stratingh veronderstelde in 1868 dat de naam sloeg op Zeerijp (Ripa als 'noordelijke rand van Duurswold'). Ook is wel geopperd (maar weerlegd) dat de naam sloeg op het Friese Jutrijp.